# Guido Nardecchia
Guido Nardecchia (ur. 20 listopada 1919 w Rzymie, zm. 19 grudnia 2003) – włoski bokser, medalista mistrzostw Europy.
Uczestnicząc w Mistrzostwach Europy w Dublinie 1939 roku, wywalczył brązowy medal w kategorii muszej.